# Venedéievka
Venedéievka (en rus: Венедеевка) és un poble de l'óblast de Vladímir, a Rússia, segons el cens del 2010 tenia 24 habitants. Pertany al districte municipal de Mélenki.